# Bulbophyllum microblepharon
Bulbophyllum microblepharon är en orkidéart som beskrevs av Rudolf Schlechter. Bulbophyllum microblepharon ingår i släktet Bulbophyllum och familjen orkidéer. Inga underarter finns listade i Catalogue of Life.